# 安山ワースタジアム
安山ワースタジアム（韓国語：안산와~스타디움）は、大韓民国京畿道安山市檀園区にある総合競技場。

## 概要
- ワーとは、「ワー」の音で表されるものや略語でWAとなる様々な意味が込められている[1]。

- 陸上競技トラックを持つ競技場。

- 2007年～2012年には、ナショナルリーグに所属していた安山ハレルヤがホームスタジアムとしていた。2013年のKリーグチャレンジ発足に伴い、同チームは高陽市に移転し高陽ザイクロFCとなっている（2016年限りで活動停止）。

- 2014年より、これまでホームスタジアムを持たなかった警察庁FC[2]が当地をホームとすることとなり、安山警察庁サッカー団となった。同サッカー団は2016年より安山ムグンファFCに改称された。結局安山市による市民クラブである安山グリナースFCが創設され、2017年より本拠地となるため、警察サッカー団を母体とする安山ムグンファFCは忠清南道牙山市へと移転した。

- 2014年アジア競技大会（仁川）のサッカー会場の一つとして使用されている。

- 2016年3月24日、初の韓国A代表戦として、2018 FIFAワールドカップ・アジア2次予選のレバノン戦が開催された。

## アクセス
- 韓国鉄道公社安山線（首都圏電鉄4号線）古桟駅下車すぐ。